# Jan Klaassens
Jan Klaassens (født 4. september 1931, død 12. februar 1983) var en hollandsk fodboldspiller (venstre midtbane).
Klaassens spillede hele 57 kampe for Hollands landshold, hvori han scorede ét mål. Han debuterede i en venskabskamp mod Danmark i martsr 1953, mens hans sidste landskamp var en EM-kvalifikationskamp mod Luxembourg i september 1963.
På klubplan spillede Klaassens hele sin 19 år lange karriere i hjemlandet, hvor han repræsenterede henholdsvis VVV-Venlo og Feyenoord. Han vandt to hollandske mesterskaber med Feyenoord og én pokaltitel med Venlo.

## Titler
Æresdivisionen
- 1961 og 1962 med Feyenoord

KNVB Cup
- 1959 med VVV-Venlo